# Lineamiento

Imagen satelital de la Cordillera Oriental en los Andes bolivianos. Se observan repetidas lineaciones en diagonal.

En las ciencias de la Tierra un lineamiento es un elemento natural de la superficie terrestre, de forma recta o levemente curva, que difiere de su entorno. Se suele asumir que las lineaciones son la expresión superficial de fenómenos bajo la superficie, en particular fallas, fracturas, diaclasas y contactos entre litologías. Los lineamientos se han ocupado de base para la búsqueda de agua subterránea en numerosos estudios. El término se popularizó en la comunidad científica con el desarrollo de las imágenes satelitales y de vuelos de alta altitud en la segunda mitad del siglo XX.